# Dor Mărunt (Călărași)
Dor Mărunt is een gemeente in het Roemeense district Călărași en ligt in de regio Muntenië in het zuidoosten van Roemenië. De gemeente telt 6899 inwoners (2002).

## Geografie
Dor Mărunt ligt in het noorden van Călărași. De volgende dorp(en) liggen in de gemeente Dor Mărunt: Dor Mărunt, Ogoru, Înfrățirea, Dâlga Sat, Dâlga Gară en Pelinu.
De gemeente heeft een oppervlakte van 156 km².

## Demografie
In 2002 had de gemeente 6899 inwoners. Volgens berekeningen van World Gazetteer telt Dor Mărunt in 2007 ongeveer 6742 inwoners. De beroepsbevolking is 2500. Er bevinden zich 2500 huizen in de gemeente.

## Politiek
De burgemeester van Dor Mărunt is Iulian Iacomi (PSD). Zijn viceburgemeester is Ion Nițulică, secretaris is Marin Gica.

## Onderwijs
Er zijn twee kinderdagverblijven en zeven scholen in de gemeente.

## Toerisme
Toeristische attracties zijn zeven kerken gelegen binnen de gemeente en de kudde paarden in de regio van Dor Mărunt.
Alexandru Odobescu · Belciugatele · Borcea · Căscioarele · Chirnogi · Chiselet · Ciocănești · Curcani · Cuza Vodă · Dichiseni · Dor Mărunt · Dorobanțu · Dragalina · Dragoș Vodă · Frăsinet · Frumușani · Fundeni · Grădiştea · Gurbănești · Ileana · Independenţa · Jegălia · Lehliu · Luica · Lupșanu · Mânăstirea · Mitreni · Modelu · Nana · Nicolae Bălcescu · Perișoru · Plătărești · Radovanu · Roseți · Sărulești · Sohatu · Șoldanu · Spanțov · Ștefan cel Mare · Ștefan Vodă · Tămădău Mare · Ulmeni · Ulmu · Unirea · Vâlcelele · Valea Argovei · Vasilați · Vlad Țepeș